# TCB Band
Die TCB Band (TCB steht für Taking Care of Business) war eine Gruppe von Studiomusikern, die Elvis Presleys Liveband in den Jahren 1969 bis zu seinem Tod 1977 bildete. Die Originalmitglieder der Band waren Ronnie Tutt (Schlagzeug), James Burton (Gitarre), John Wilkinson (Gitarre), Jerry Scheff (Bass) und Larry Muhoberac (Keyboards). Muhoberac wurde 1970 durch Glen D. Hardin ersetzt. 
Die TCB Band war die Band des TV-Specials „A Black and White Night“ von Roy Orbison aus dem Jahre 1987.